# Jardín de la Marquesa de Arucas
Jardín de la Marquesa de Arucas – ogród botaniczny w miejscowości Arucas, w północnej części wyspy Gran Canaria, ok. 8 km na zachód od Las Palmas de Gran Canaria.

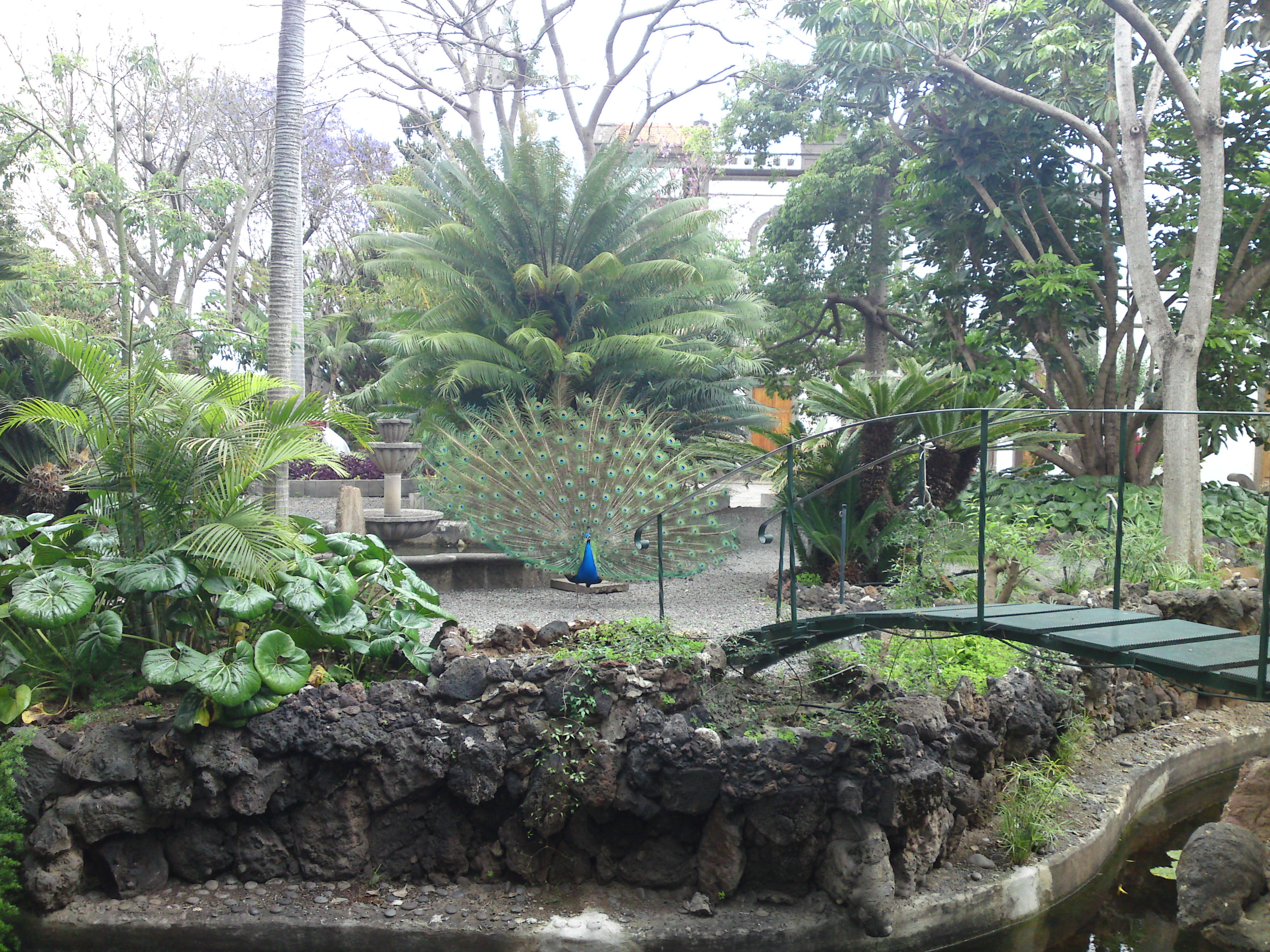

Ogród założony został w 1880 roku przez pierwszego markiza Arucas – Ramóna Madana r Uriondo i jego żonę Maríę del Rosario González y Fernández del Campo. Markiz był pasjonatem botaniki i zgromadził w swej posiadłości rośliny z pięciu kontynentów. Atutem ogrodu jest jego położenie – niedaleko od wybrzeża morskiego i w cieniu gór Arucas. Symbolem ogrodu jest potężna dracena smocza (Dracaena draco) w wieku ponad 400 lat. Rośnie tu także stary okaz figowca sprężystego (Ficus elastica). Charakterystyczną cechą ogrodu wynikającą z działań założycieli jest bogata kolekcja palm. Przez dziesięciolecia ogród pozostawał zamknięta posiadłością prywatną, aż do listopada 1985 kiedy to został udostępniony publiczności do zwiedzania przez wnuczkę założyciela. W latach 90. XX wieku ogród powiększono o przylegające tereny zajmowane dotąd przez plantacje bananów. Wówczas też uporządkowano ogród, powiększono alejki i przeprowadzono inwentaryzację kolekcji. Kolekcja ogrodu liczy ok. 0,5 tysiąca gatunków.
Wstęp do ogrodu jest odpłatny. Zwiedzanie jest możliwe od poniedziałku do soboty, w godzinach od 9.00 do 13.00 i od 14.00 do 18.00.